# August Müller (Orientalist)

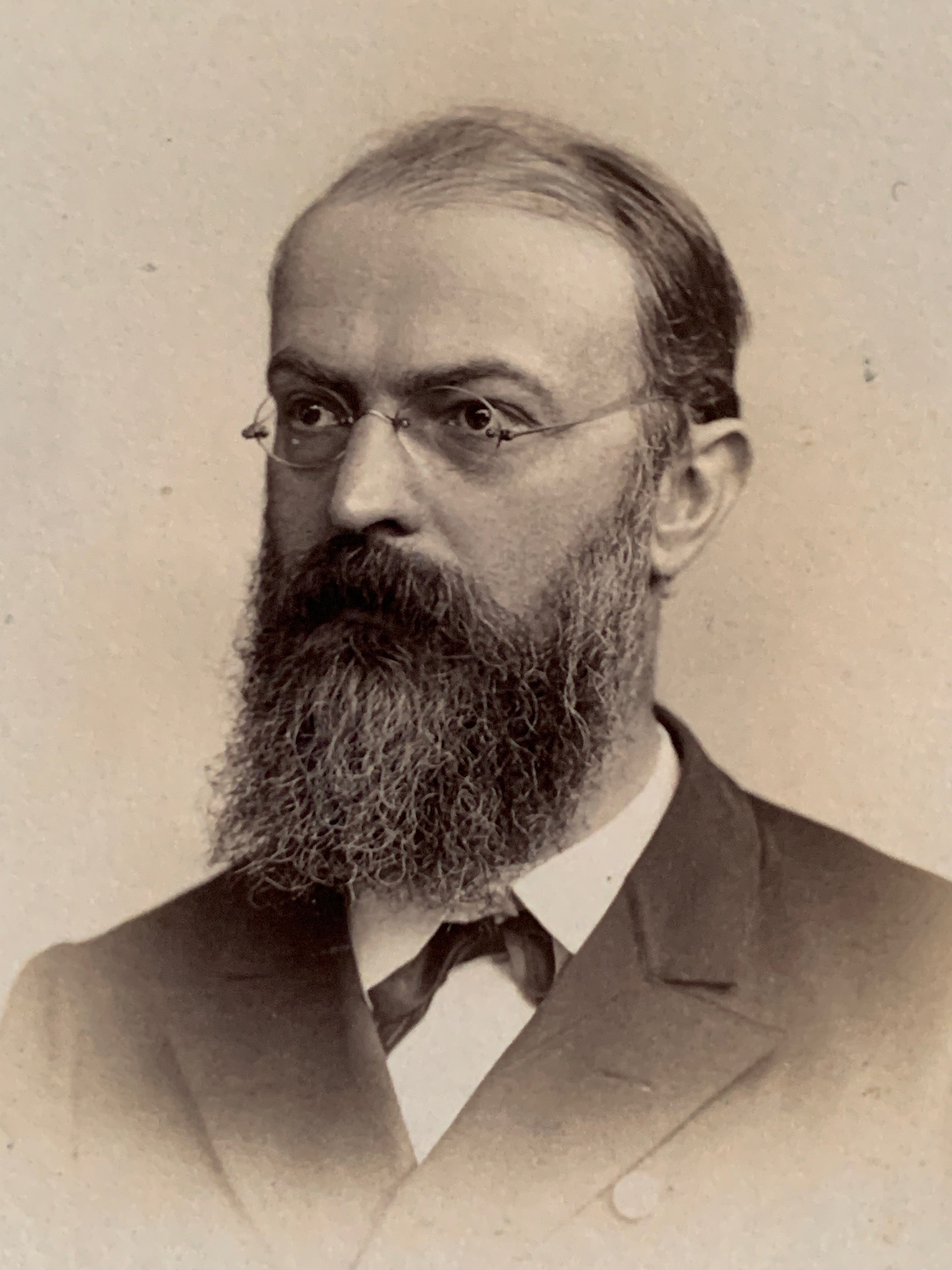

Friedrich August Müller (* 3. Dezember 1848 in Stettin; † 12. September 1892 in Königsberg) war ein deutscher Orientalist.

## Leben
Der Sohn des Zuckerfabrikanten Richard Müller und dessen Ehefrau Dorothee Rosalie Helle studierte von 1864 bis 1868 Altphilologie an den Universitäten Halle und Leipzig. An letzterer war er der Schüler von Heinrich Leberecht Fleischer. 1868 schloss Müller sein Studium mit einer Arbeit über Mu'allaqua des Imruulquais ab.
Anschließend wurde er für kurze Zeit Lehrer am Gymnasium in Neuruppin und am Waisenhaus in Halle. 1870 habilitierte er sich mit Forschungen über hebräische Akzente. Noch im selben Jahr bekam er eine Anstellung als Privatdozent an der Universität Halle.
Vier Jahre später nahm Müller einen Ruf als außerordentlicher Professor an die Universität Königsberg an. 1877 heiratete er Marie Kier, mit der er vier Kinder hatte. Sein jüngster Sohn war der Wirtschafts- und Rechtswissenschaftler und Statistiker Johannes (1889–1946).
1882 avancierte Müller zum ordentlichen Professor, 1888 fungierte er als Herausgeber des Korans in der Übersetzung von Friedrich Rückert. Dieser Umstand und Müllers Spezialkenntnisse ließen den Verdacht entstehen, er habe unter dem Pseudonym „Max Henning“ den Koran selbst neu übersetzt. Ein Beweis dafür fehlt bis heute. Im Übrigen hat der Orientalist Max Henning (1861–1927) noch nach Müllers Tod weitere Werke publiziert.
Nach einigen Vorarbeiten begründete Müller 1887 die Orientalische Bibliographie, die bis 1928 existierte. 1889 nahm er einen erneuten Ruf an die Universität Halle an. Er bearbeitete die vierte und fünfte Auflage der Arabischen Grammatik von Carl Paul Caspari und gab die Geschichte der Ärzte von Ibn Abī Usaibiʿa in arabischer Sprache heraus.

## Schriften (Auswahl)
- Imruulkaisi Mu'allaka commentario critico illustrata. Metzger & Wittig, Halle 1868.
- Imruulḳaisi muʻallaḳa. Barthel, Halle 1869 (Digitalisat in der Google-Buchsuche).
- als Hrsg.: Ibn abī Uṣaibiʿa, ʿUyūn al-anbāʾ fī ṭabaqāt al-aṭibbāʾ. 2 Bände. Selbstverlag Müller, Kairo/Königsberg 1882–1884.
- Der Islam im Morgen- und Abendland (= Allgemeine Geschichte in Einzeldarstellungen. Geschichte des Mittelalters. 4). 2 Bände. Grote, Berlin 1885–1887.